# Christopher Dedrick
Christopher Dedrick (Delevan, 1947 – Toronto, 6 agosto 2010) è stato un compositore, arrangiatore e direttore d'orchestra statunitense.
Ha composto musiche per film, serie televisive e documentari, tra cui: Piccioni, Alfred Hitchcock presenta e No Night Is Too Long.

## Filmografia parziale

### Cinema
- Piccioni (The Sidelong Glances of a Pigeon Kicker), regia di John Dexter (1970)

### Televisione
- Ai confini della realtà (The Twilight Zone) - serie TV, 1 episodio (1988)
- Alfred Hitchcock presenta (Alfred Hitchcock Presents) - serie TV, 10 episodi (1988-1989)
- Million Dollar Babies - miniserie TV, 2 puntate (1994)
- La strada per Avonlea (Road to Avonlea) - serie TV, 3 episodi (1996)
- No Night Is Too Long - film TV, regia di Tom Shankland (2002)
- La canzone più triste del mondo (The Saddest Music in the World) - film TV, regia di Guy Maddin (2003)
- Tremors - La serie (Tremors) - serie TV, 2 episodi (2003)

## Premi
- Genie Award - vinto nel 2003 per La canzone più triste del mondo.[4]